# Jednostki Wojska Polskiego imienia Bolesława Chrobrego

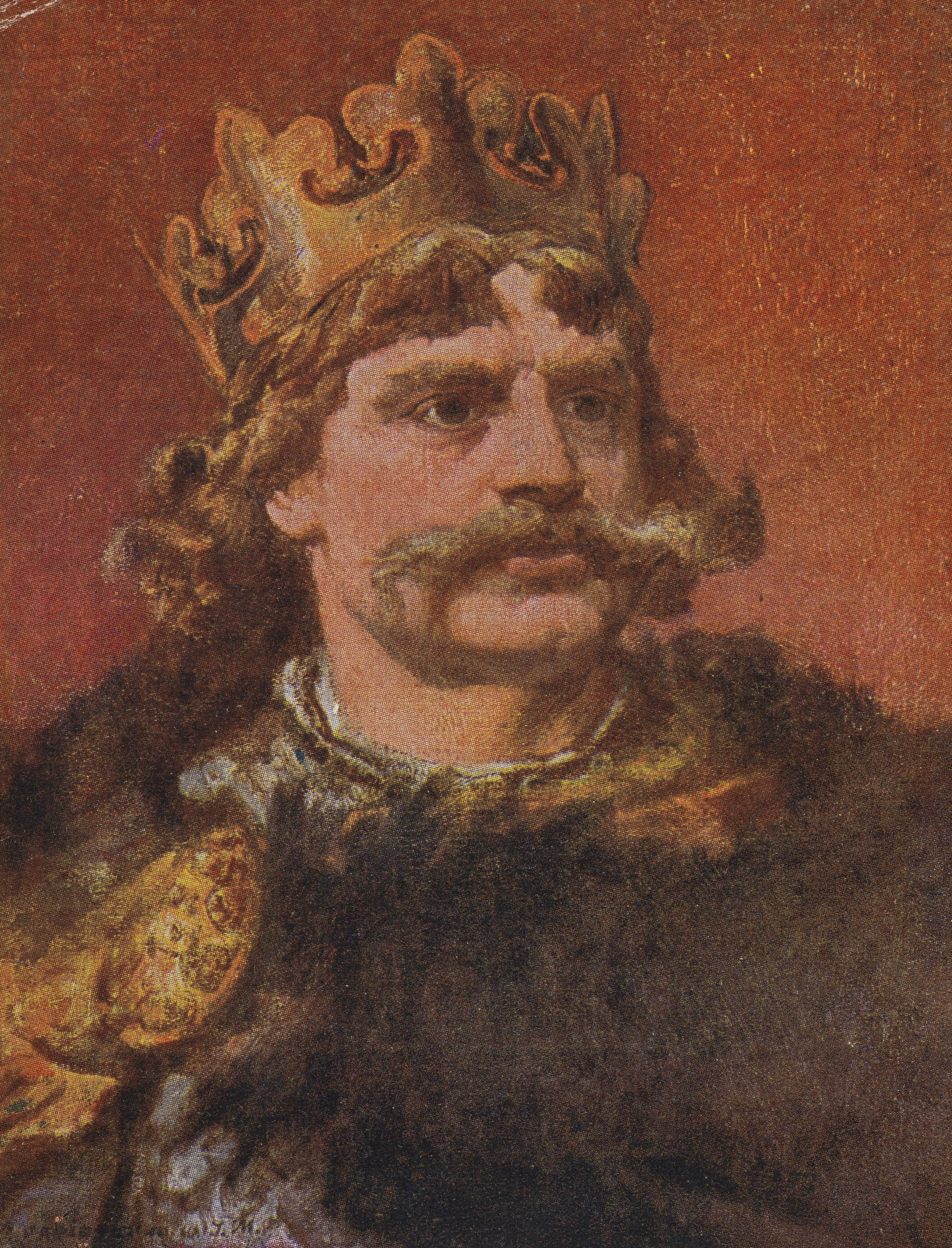
Bolesław Chrobry
(mal. Jan Matejko)

Jednostki Wojska Polskiego imienia Bolesława Chrobrego
Wojska Polskiego II RP
- 17 Pułk Ułanów Wielkopolskich im. Króla Bolesława Chrobrego 1919-1939
- 58 Pułk Piechoty Wielkopolskiej 1919–1939[1]
- 2 Pułk Grenadierów Wielkopolskich im. Króla Bolesława Chrobrego 1939-1940

Armii Krajowej
- 1 Pułk Pancerny im. Króla Bolesława Chrobrego AK
- Batalion „Chrobry I”
- Zgrupowanie „Chrobry II”
- Zgrupowanie „Chrobry I”

Sił Zbrojnych RP
- 5 Kresowa Dywizja Zmechanizowana im. Króla Bolesława Chrobrego 1990-1998
- 5 Kresowa Brygada Zmechanizowana im. Króla Bolesława Chrobrego 1998-2002
- 17 Gnieźnieński Pułk Artylerii Przeciwpancernej im. Króla Bolesława Chrobrego 1995-1998